# 레조칼라브리아 광역시

레조칼라브리아 광역시의 위치

레조칼라브리아 광역시(이탈리아어: Città Metropolitana di Reggio Calabria)는 이탈리아 칼라브리아주에 위치한 광역시로 중심 도시는 레조디칼라브리아이며 면적은 3,183km2, 인구는 559,215명(2014년 8월 31일 기준), 인구 밀도는 180명/km2이다. 2015년 1월 1일을 기해 실시된 행정 구역 개편에 따라 레조칼라브리아도에서 레조칼라브리아 광역시로 개편되었다.

## 같이 보기
- 레조칼라브리아도